# ビルマプレート

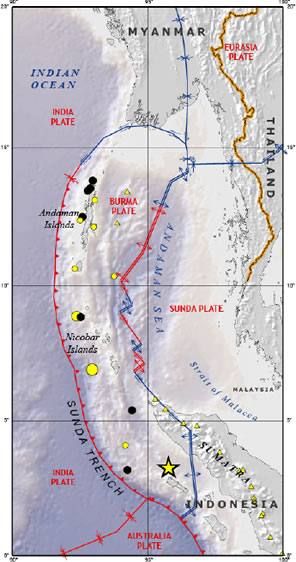
ビルマプレート

ビルマプレート（英: Burma Plate）は、東南アジアに位置する小規模な構造プレートである。広義でユーラシアプレートの一部とみなされている。アンダマン諸島、ニコバル諸島およびスマトラ島北西部を含んでいる。これらの列島の東側がアンダマン海、西側がインド洋となっている。
東側にはスンダプレートが位置しており、アンダマン海をおおよそ南北に縦断していて、トランスフォーム断層によってビルマプレートと分かれている。
西側には大きなインドプレートがあり、ビルマプレートの東側の相に沈み込んでいる。この広範囲に及ぶ沈み込み帯は、スンダ海溝を形成している。

## 近年の活動
2004年12月26日に、ビルマプレートとインド・オーストラリアプレートの境界で断層がずれ、スマトラ島沖地震を引き起こした。巨大地震の大きさはマグニチュード9.3の規模であった。境界の1600km以上に渡って衝上断層が出現し、海底が数m押し上げられたのと同時に、平均15m移動した。この海底隆起が巨大津波を引き起こし、付近の住民など約229,800人が犠牲となった。